# Николя, Жан (священник)
Жан Николя́, монашеское имя Жюдикаэль (фр. Jean Judicael Nicolas), в СССР носил имя Жан Мавритьевич Николя; (2 ноября 1901, Морле — 13 февраля 1984, Бордо) — французский католический священник, член ордена ассумпционистов, в 1945—1954 годах — политзаключённый в СССР.

## Биография
Родился в бретонском городе Морле. В 18-летнем возрасте вступил в Бельгии в новициат ордена ассумпционистов, приняв монашеское имя Жюдикаэль. В 1921—1923 годах проходил службу в армии. В 1926 году принёс вечные монашеские обеты, после чего изучал богословие в Лувенском католическом университете. 20 апреля 1930 года рукоположен в священники.
После рукоположения был направлен в Румынию. После оккупации Одессы румынскими войсками в 1942 году был направлен для служения в одесскую церковь Святого апостола Петра, исторически принадлежавшую французской общине города. С 1943 года совершал там регулярные богослужения вместе со священником Пьетро Леони. После освобождения Одессы в 1944 году получил от советских властей официальную регистрацию и разрешение продолжать службы, однако через год в апреле 1945 года был вместе с Пьетро Леони арестован. В советских документах проходил как «Николя, Жан Мавритьевич».
В сентябре 1945 года Жану Николя было предъявлено обвинительное заключение, в котором говорилось: «Являясь враждебно настроенным против Советской власти, среди населения города Одессы вел антисоветскую агитацию, высказывался за необходимость изменения существующего строя в СССР. В мае 1945 года при встрече с офицерами французской армии и секретарем французского посольства в Москве информировал их о положении в городе Одессе». Через два месяца был приговорён к 8 годам лагерей.
Первоначально содержался в Бутырской тюрьме, затем был переведён в Карлаг. С 1949 года содержался в Воркутинском лагере, где сначала работал на шахте, однако после того, как администрация обратила внимание на художественные способности священника, его перевели на место декоратора-оформителя. В 1953 году освобождён из лагеря и выслан сначала в Потьму, затем в Сыктывкар. В 1954 году освобождён из ссылки и получил разрешение выехать во Францию.
В 1958 году он опубликовал книгу воспоминаний о периоде заключения в лагерях «Одиннадцать лет в раю» (Onze ans au paradis), которая считается «одной из первых книг о лагерях смерти в СССР». Французская академия наградила его премией Поля Тейссоньера в 1959 году за эту работу. 
Служил и преподавал в католических школах ряда городов Франции. Обладал прекрасными художественными способностями, создал целый ряд икон и мозаик, в том числе украшал резиденцию генерального настоятеля ассумпционистов в Риме. Скончался в 1984 году.